# آرکادیا (لوئیزیانا)
آرکادیا (به انگلیسی: Arcadia) شهری در ایالت لوئیزیانا کشور ایالات متحده آمریکا است که جمعیت آن در سرشماری سال ۲۰۱۰ میلادی، ۲٬۹۱۹ نفر بوده‌است.